# Edmond Tschaggeny
Pour les articles homonymes, voir Tschaggeny.
Edmond Tschaggeny, né le 27 février 1818 à Bruxelles et mort dans la même ville le 5 septembre 1873, est un peintre, aquarelliste et graveur belge.
Essentiellement connu pour ses peintures animalières, il aborde également, à la fin de sa carrière, un tropisme orientalisant.

## Biographie

### Famille
Edmond Jean Baptiste Tschaggeny, né place Saint-Michel no 566 à Bruxelles le 27 février 1818, est le fils de Frédéric-Guillaume Tschaggeny, négociant, natif de Neuchâtel, en Suisse et établi à Bruxelles depuis 1809, et d'Anne Geneviève Celinie De Charvet, native de Bruxelles et fille de Charles Charvet de Blenod, précepteur du prince Charles Alexandre de Lorraine. Il est le frère cadet du peintre Charles-Philogène Tschaggeny.

### Formation
Edmond Tschaggeny est élève, à l'instar de son frère aîné, dans l'atelier du peintre animalier Eugène Verboeckhoven en 1834 et 1835. Il devient ensuite étudiant à l'Académie royale des beaux-arts de Bruxelles de 1837 à 1838. Il commence à exposer au Salon de Bruxelles de 1842.

### Carrière

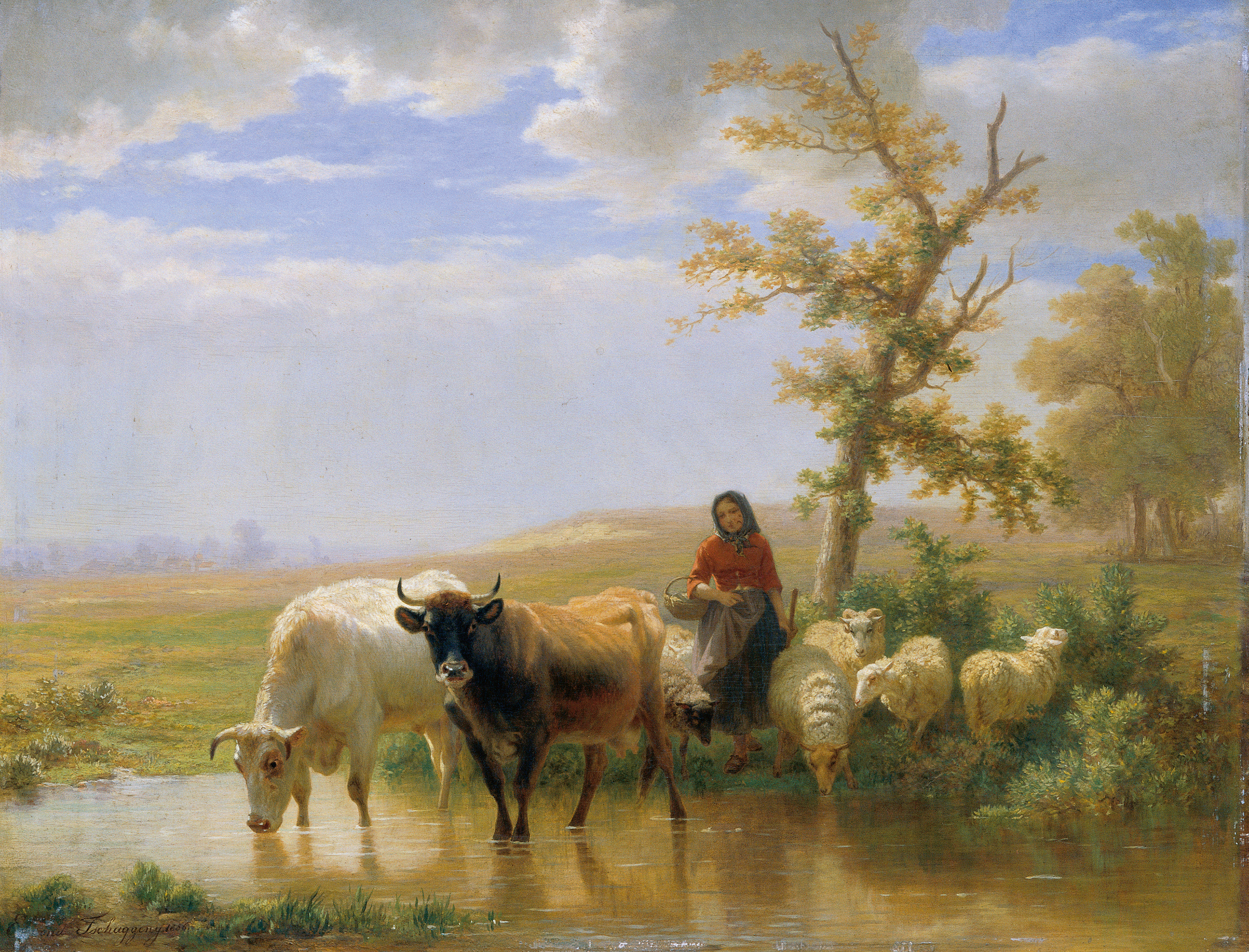
Vaches et moutons (1856).

Lorsqu'il expose au Salon de Bruxelles de 1848, il obtient une médaille d'or. Dans les années 1846-1848, Edmond Tschaggeny séjourne occasionnellement en Campine : Genk et sa région, où il se rend de nouveau fréquemment en diligence entre 1854 et 1859, fasciné par la beauté de la nature et la désolation des landes. Il devient, aux côtés de Théodore Fourmois, Édouard Huberti, Alfred de Knyff, Edmond De Schampheleer, François Roffiaen et François Lamorinière, l'un des premiers peintres à découvrir le potentiel paysager pictural de la Campine.
Des dessins révèlent sa présence à Durbuy (en octobre 1849), Wezet et Dinant (en septembre 1850). D'autres dessins témoignent d'un voyage qu'il effectue en septembre et octobre 1860 dans la vallée du Rhin, à Wiesbaden, au Siebengebirge, à Biebrich. Ensuite, il peint à Dixmude (octobre 1862), Vielsalm (juillet et septembre 1863), Tongres (mai 1864), Trèves, Sarrebourg, Aubange et Longwy (septembre 1864) et Knokke-Heist (août 1868).

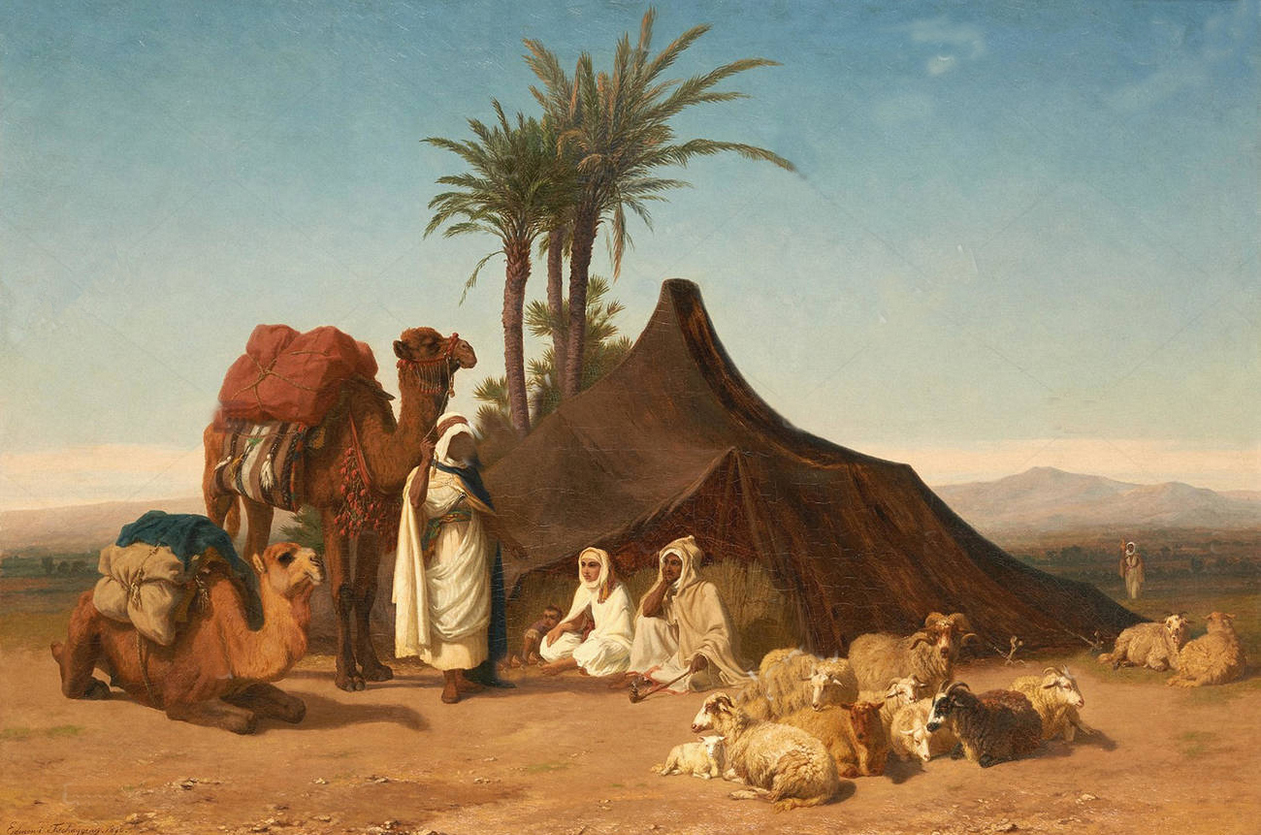
La Halte de la caravane.

Au cours de ses dernières années, il tombe malade. En 1867, il passe l'hiver en Algérie, dans l'espoir d'y recouvrer la santé. Il y continue à dessiner et à peindre des aquarelles. Les œuvres orientalistes qui en résultent servent d'études préliminaires à d'importants tableaux, tels Paix près d'une oasis au Sahara (1867) et Troupeau mené par des Arabes à dos de chameaux.
Edmond Tschaggeny, célibataire, demeurant sa vie durant avec son frère, meurt, à l'âge de 55 ans, dans sa maison natale, à l'ancienne place Saint-Michel, dénommée depuis 1830, place des Martyrs no 18, le 5 septembre 1873, en raison d'un empoisonnement du sang qu'il a contracté lors ses nombreuses dissections d'animaux et ses recherches anatomiques. Ses funérailles ont lieu deux jours plus tard à Saint-Josse-ten-Noode, tandis qu'un service funèbre est célébré le lendemain à l'église du Finistère à Bruxelles,.

## Œuvre

### Style et vision romantique

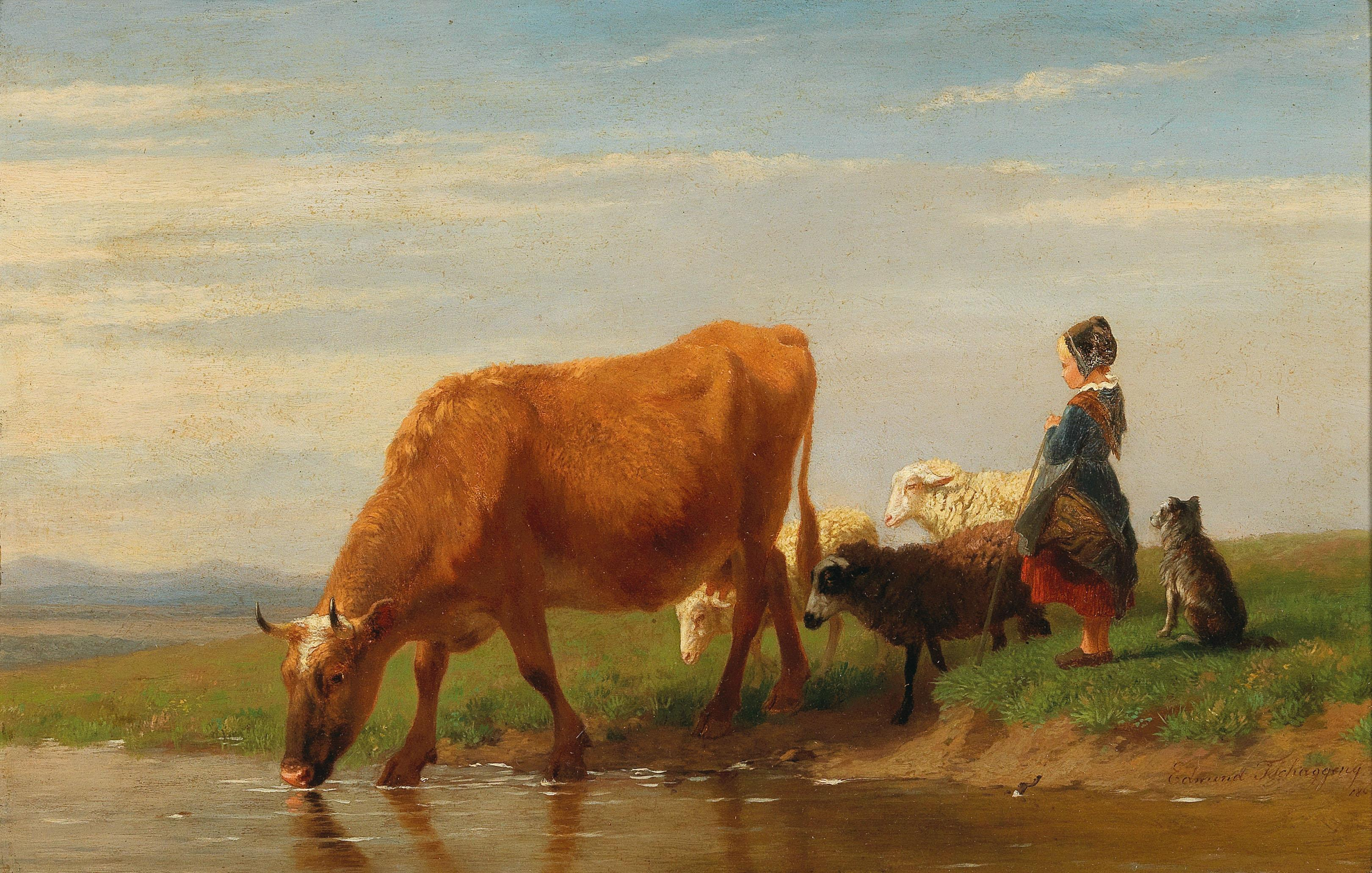
Jeune fille gardant un troupeau (1862).

Au départ, Edmond Tschaggeny peint entièrement dans le style et la gamme de couleurs de son professeur Eugène Verboeckhoven : des scènes douces, gracieuses et idylliques représentant du bétail ou des chevaux, accompagnés de personnages, situés dans un paysage plutôt romantique. Son tableau Les nouveau-nés connaissant un succès particulier, il est diffusé sous forme de reproductions. Cependant, à son époque, l'agriculture s'étant progressivement industrialisée, ses peintures témoignent de la vision romantique d'une atmosphère appartenant déjà au passé.
Edmond Tschaggeny aime représenter ses vaches ou ses moutons en compagnie de jeunes bergers et bergères, répondant de la sorte au sentiment du public. La production de Tschaggeny comprend également plusieurs peintures animalières dans lesquelles est présent un élément historicisant, tels Contribution forcée, épisode des troubles des Pays-Bas en 1568 (Salon d'Anvers de 1846) ou Le peintre Paulus Potter en conversation avec une bergère élevant des moutons (Bruxelles, Collection Royale, 1849). Dans le genre de la pure représentation animale, il allie la puissance expressive de Paulus Potter aux compétences picturales de grande qualité de son professeur.

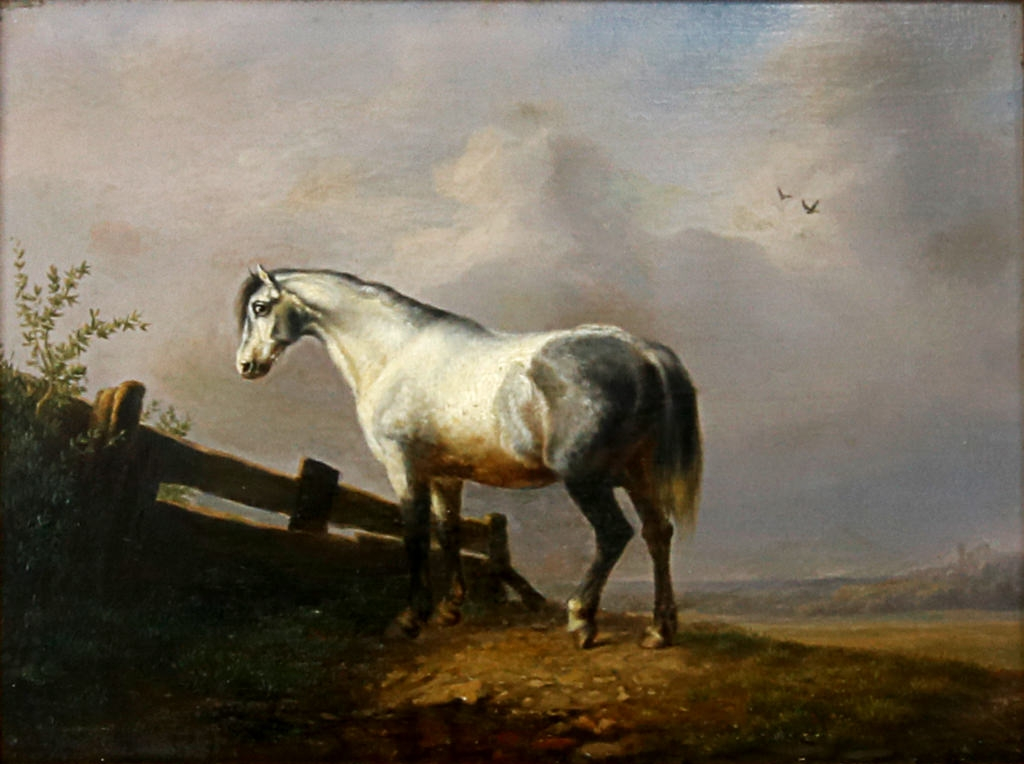
Cheval (1838).

Edmond Tschaggeny est également un portraitiste de chevaux pur-sang recherché. Il remporte des médailles d'honneur à La Haye (1859) et à Paris (1867). Il expose également à Londres à la Royal Academy et au British Institute (de 1847 à 1850).
De nombreuses peintures de Tschaggeny sont destinées à être exportées vers l'Amérique, où elles sont populaires auprès des collectionneurs.

### Aquarelliste
Edmond Tschaggeny est également un aquarelliste de talent : le 11 juin 1856, il devient l'un des seize membres fondateurs de la Société royale belge des aquarellistes, créée à Bruxelles sous la présidence de Jean-Baptiste Madou. L'objectif principal de la Société est la tenue d'expositions annuelles afin de valoriser l'aquarelle, genre peu valorisé aux Salons triennaux et quelque peu délaissé par le public.

### Anatomie des bovins et des chevaux

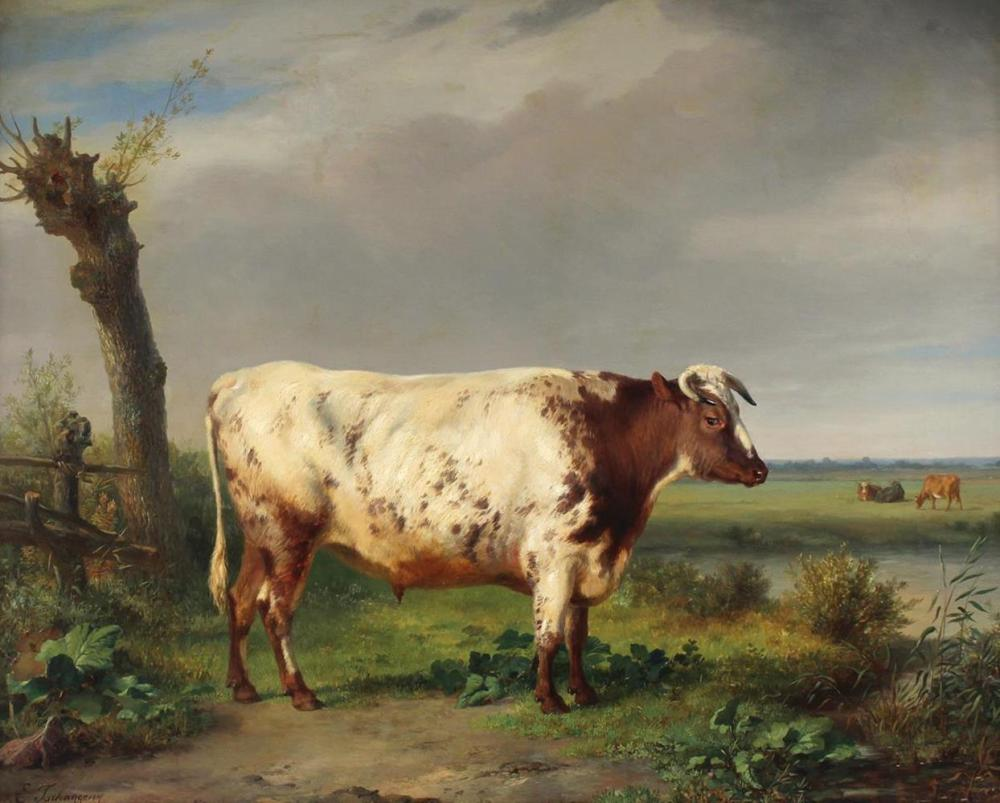
Taureau dans un paysage de polder (1853).

Dessinateur d'anatomie animale depuis 1843, Edmond Tschaggeny collabore, à partir de 1858 avec l'École Royale de Médecine vétérinaire de Cureghem. Quelques années plus tard, en vue d'une publication sur l'anatomie bovine, à la demande du professeur Thierry-Auguste Thiernesse, professeur, Edmond Tschaggeny effectue de nombreux travaux de dissection et de recherches à la faculté. L'ouvrage publié en 1867 et intitulé Atlas d'anatomie de l'espèce bovine, contient 98 estampes dessinées et aquarelles. Son caractère novateur comblant une lacune, possède une valeur scientifique. Plusieurs aquarelles et dessins sont présents à l'Exposition universelle de 1867 à Paris et au Salon de Bruxelles de 1869.
Après cette première publication, Edmond Tschaggeny travaille sur une seconde étude, cette fois sur le cheval. Il réalise également de nombreux dessins à cet effet, édités sous le titre Étude pratique de l'âge du cheval, à titre posthume.

### Réception critique
Lorsque Edmond Tschaggeny expose au Salon de Bruxelles de 1848, le critique du quotidien L'Indépendance belge écrit : 

« La Brebis morte de M. Edmond Tschaggeny est une composition pleine de sentiment. Une jeune paysanne est agenouillée au milieu des champs, à la nuit tombante ; elle tient la tête d'une brebis morte et gisante devant elle ; à ses côtés est un agneau bêlant. Ce tableau est d'une couleur harmonieuse, d'un faire large et facile. M. Tschaggeny prouve qu'on peut mettre de la pensée jusque dans un sujet d'animaux, sans que l'exécution y perde rien. »

### Expositions

#### Expositions triennales belges
- Salon de Bruxelles de 1842 : Portrait de Tilby, Laboureur au repos, Intérieur d'étable, Char à bœufs, paysage des Ardennes et Étude anatomique de la vache, ronde bosse[3].
- Salon de Gand (XIX) de 1844 : Chasseur et bétail[12].
- Salon de Bruxelles de 1845 : Le Passage d'eau et L'Empirique[13].
- Salon d'Anvers de 1846 : Contribution forcée, épisode des troubles des Pays-Bas en 1568[7].
- Salon de Bruxelles de 1848 : Une femme poursuivie par un taureau, La Brebis morte, La Gardeuse de moutons, Figures et vaches et Étude de mouton[14].
- Salon d'Anvers de 1849 : Paul Potter étudiant des moutons[8]
- Salon de Bruxelles de 1851 : Giotto et Pâturage[15].
- Salon d'Anvers de 1852 : Groupe d'animaux au bord d'une rivière[16].
- Salon de Bruxelles de 1854 : Bétail revenant du pâturage, Intérieur de ferme, Brebis se désaltérant à une mare et Moutons surpris par la pluie[17].
- Salon d'Anvers de 1855 : Bergère menant dans la bruyère une vache et des moutons[18].
- Salon de Bruxelles de 1857 : Moutons dans la bruyère et Bœufs au marécage[19].
- Salon de Bruxelles de 1860 : Un déménagement en Campine et La Sortie de l'étable[20].
- Salon d'Anvers de 1861 : Troupeau dans la bruyère, temps orageux et La Sortie de l'étable[21].
- Salon de Bruxelles de 1863 : Le Nouveau-né, Le Bocage et Bestiaux s'abreuvant[22].
- Salon d'Anvers de 1864 : Groupe de moutons[23].
- Salon de Bruxelles de 1869 : Moutons dans les dunes et Marche d'Arabes au col de Beni Aïssa et Passage du gué[24].
- Salon de Gand (XXVIII) de 1871 : Chevaux allant à la foire[25].
- Salon de Bruxelles de 1872 : Tente arabe et Moutons sortant d'une ferme mauresque[26].

#### Expositions de la Société royale belge des aquarellistes
- Exposition I de 1856 : Les Animaux se désaltèrent[9].
- Exposition III de 1859 : des vues[27].
- Exposition V de 1862 : Des moutons[28].

#### Expositions européennes

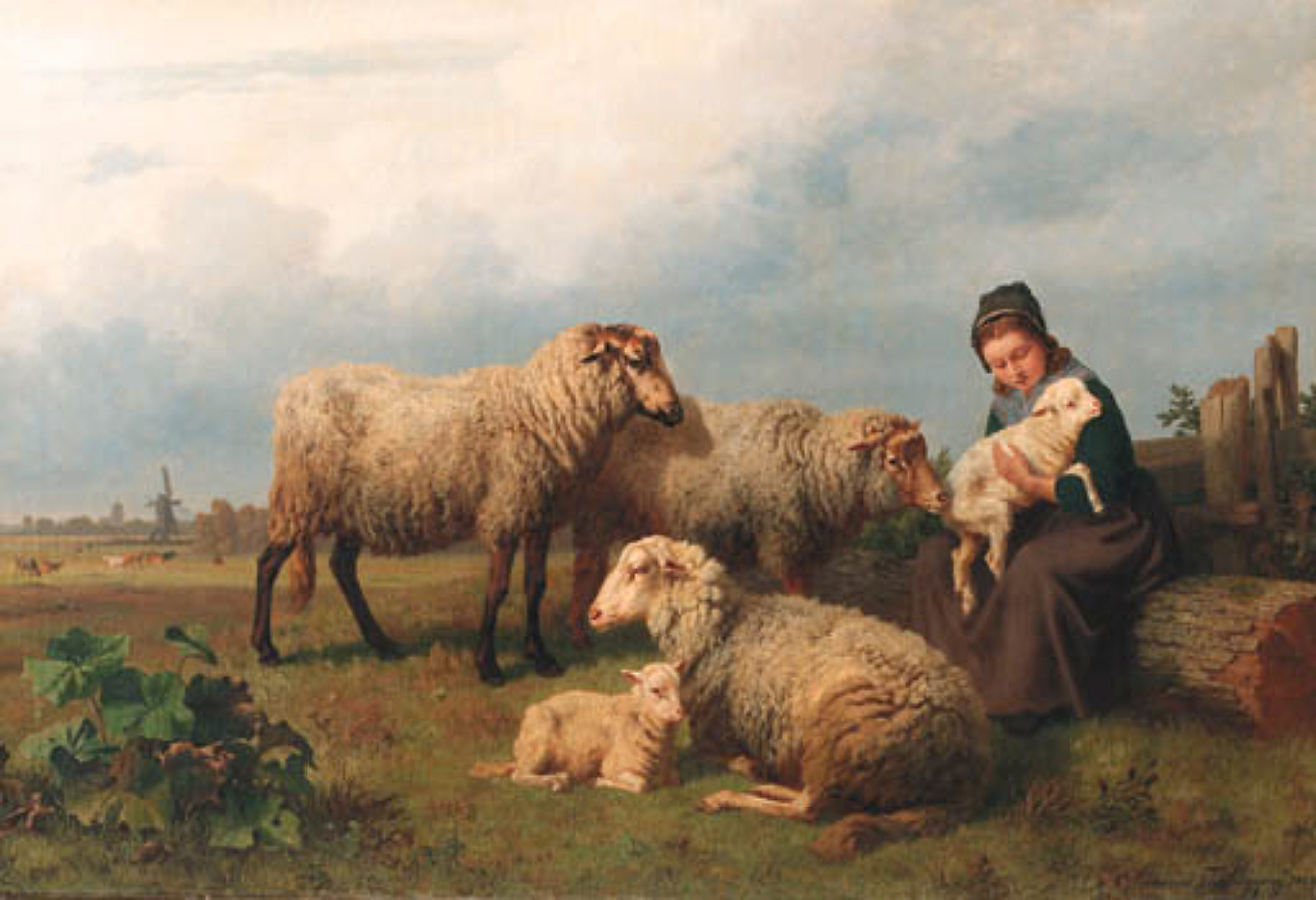
Le Nouveau-né (1863).

- Exposition des maîtres vivants à La Haye en 1841 : Paysage du Limbourg avec trois bœufs dans un pré.
- Exposition des maîtres vivants à La Haye en 1847 : Le Rassemblement du bétail le soir.
- Exposition des maîtres vivants à La Haye en 1851 : Une bergère et un mouton cherchant l'ombre d'un mur (médaille de l'État).
- Salon de Paris de 1852 : Giotto (peinture)[29].
- Exposition des maîtres vivants à La Haye en 1863 : Le Nouveau-né, Jeune fille et un mouton se reposant à l'ombre et Animaux s'abreuvant.

### Collections muséales
Ses œuvres sont conservées par plusieurs musées : Musées royaux des Beaux-Arts de Belgique (Taureau), à Neuchâtel (Taureau furieux poursuivant une jeune femme et son enfant, Leipzig (À la prairie), Lille (Étude de mouton, à l'Österreichische Galerie Belvedere de Vienne, dans la Royal Collection et au Musée national du Victoria de Melbourne (Moutons au repos).

## Honneur
- Chevalier de l'ordre de Léopold (2 décembre 1854)[31].